# Обещание Метеора
«Обещание Метеора» — специальное издание из серии «Коты-Воители». Книга была издана в июле 2011 года.

## Издание
Книга была издана в июле 2011 года. В России специздание разделено на два тома. В июне 2014 года вышел первый том «Обещание Метеора. Западня», в октябре 2014 года вышел второй том «Обещание Метеора. Прозрение».

## Отзывы
«В этой четвертой части серии специзданий Метеор противостоит своей судьбе. Исполнение ужасного пророчества делает его беспомощным и угрожает хрупкому миру между четырьмя племенами котов-воителей. Это целый отдельный роман с глубокими нюансами и своим напряжением», — Barnes and Noble.
Книга заняла шестое место в списке «New York Times Children’s Series Bestseller» в 2011 году.